# Suicide Season
Suicide Season är det brittiska bandet Bring Me the Horizons andra album, som släpptes den 29 september 2008.
Låten "The Comedown" är med på albumet som första track och har också en musikvideo som släpptes några veckor innan albumet.

## Låtar
1. "The Comedown" – 4.09
2. "Chelsea Smile" – 5.03
3. "It Was Written In Blood" – 4.03
4. "Death Breath" – 4.21
5. "Football Season Is Over (ft. JJ Peters)" – 1.56
6. "Sleep With One Eye Open" – 4.16
7. "Diamonds Aren't Forever" – 3.48
8. "The Sadness Will Never End (ft. Sam Carter)" – 5.22
9. "No Need for Introductions, I've Read About Girls Like You on the Back of Toilet Doors" – 1.00
10. "Suicide Season" – 8.17